# أقسيان
أقْسَيَان (الاسم العلمي: Adenogramma)، جنس نباتات مُزهرة تنتمي إلى فصيلة المغيريات.
موطنها الأصلي هو جنوب إفريقيا.
الأنواع
- Adenogramma asparagoides Adamson
- Adenogramma capillaris (Eckl. & Zeyh.) Druce